# Refuge de Coma Pedrosa
Le refuge de Coma Pedrosa est un refuge d'Andorre situé dans la paroisse de La Massana à une altitude de 2 265 ou 2 267 m,.

## Toponymie
- Coma compose de très nombreux toponymes andorrans et peut porter différents sens[3]. Il s'agit d'un terme provenant du latin cumba qui signifie « combe » ou « vallée »[4]. Dans ce cas, coma prend le sens de « vallée glaciaire servant de pâturage d'estive »[3]. La Coma Pedrosa est en effet une vallée glaciaire située au-dessus d'Arinsal.
- Pedrosa provient du latin pedra signifiant « pierre »[4],[5],[6] et désigne donc un lieu pierreux[6]. Le refuge de Coma Pedrosa est donc le « refuge situé dans la vallée pierreuse (au-dessus d'Arinsal) ».

## Randonnée
Inauguré en 1992 et propriété du Govern d'Andorra,, le refuge est gardé pendant les mois d'été,. Il dispose d'une capacité d'accueil de 49 personnes pendant la période de gardiennage et de 6 personnes le reste de l'année.
Le refuge est situé dans le parc naturel des vallées du Coma Pedrosa, sous le barrage de l'estany de les Truites, au pied du pic de Coma Pedrosa (2 945 m), point culminant de l'Andorre. Il est accessible depuis Arinsal,.
Il permet une halte sur le GR 11 espagnol mais également sur le GRP. Ce dernier forme une boucle s'étendant sur environ 120 km au travers de toutes les paroisses andorranes.

Carte des principaux chemins de randonnée et refuges d'Andorre.
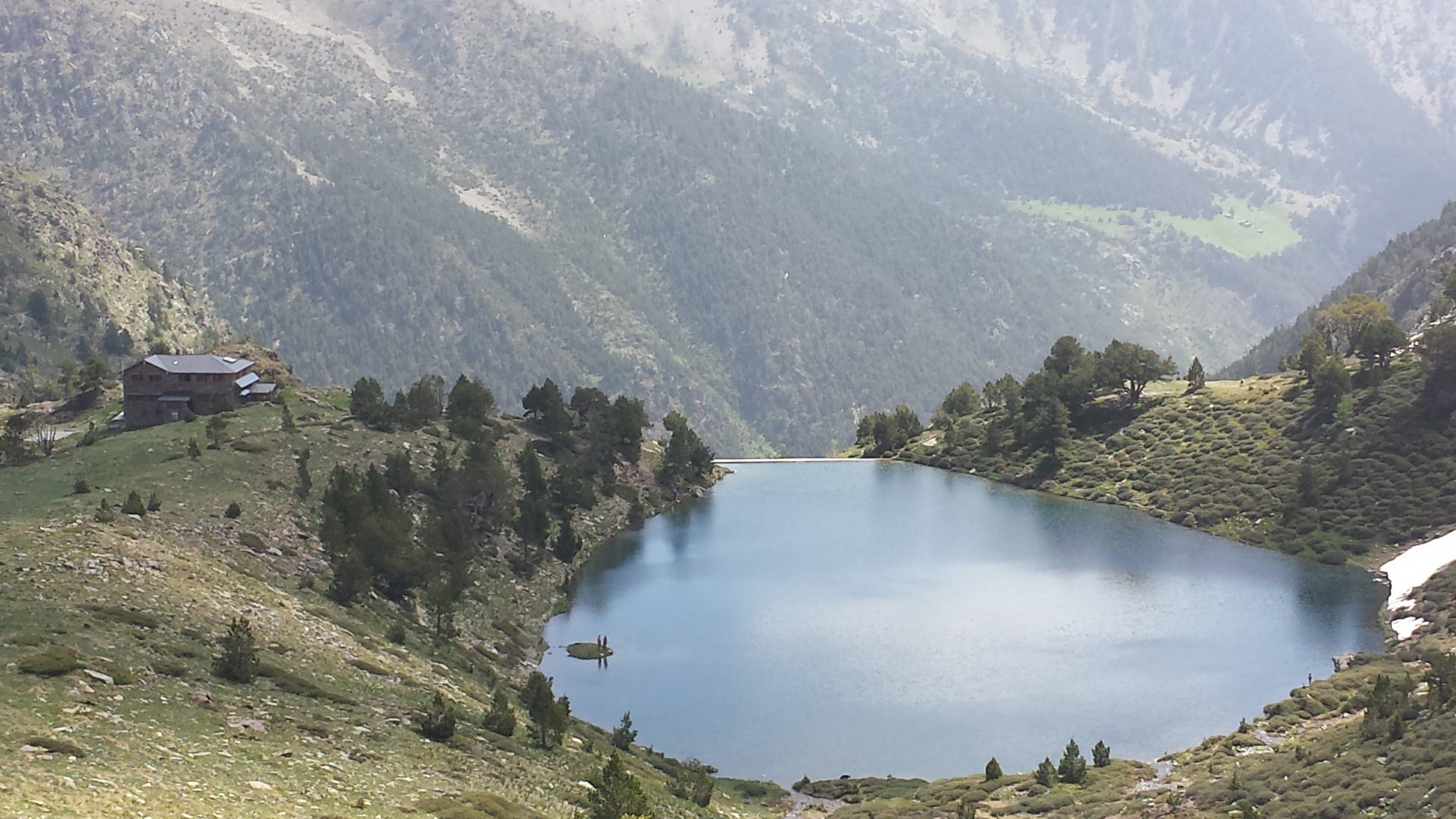
Le refuge au bord de l'estany de les Truites.

## Climat

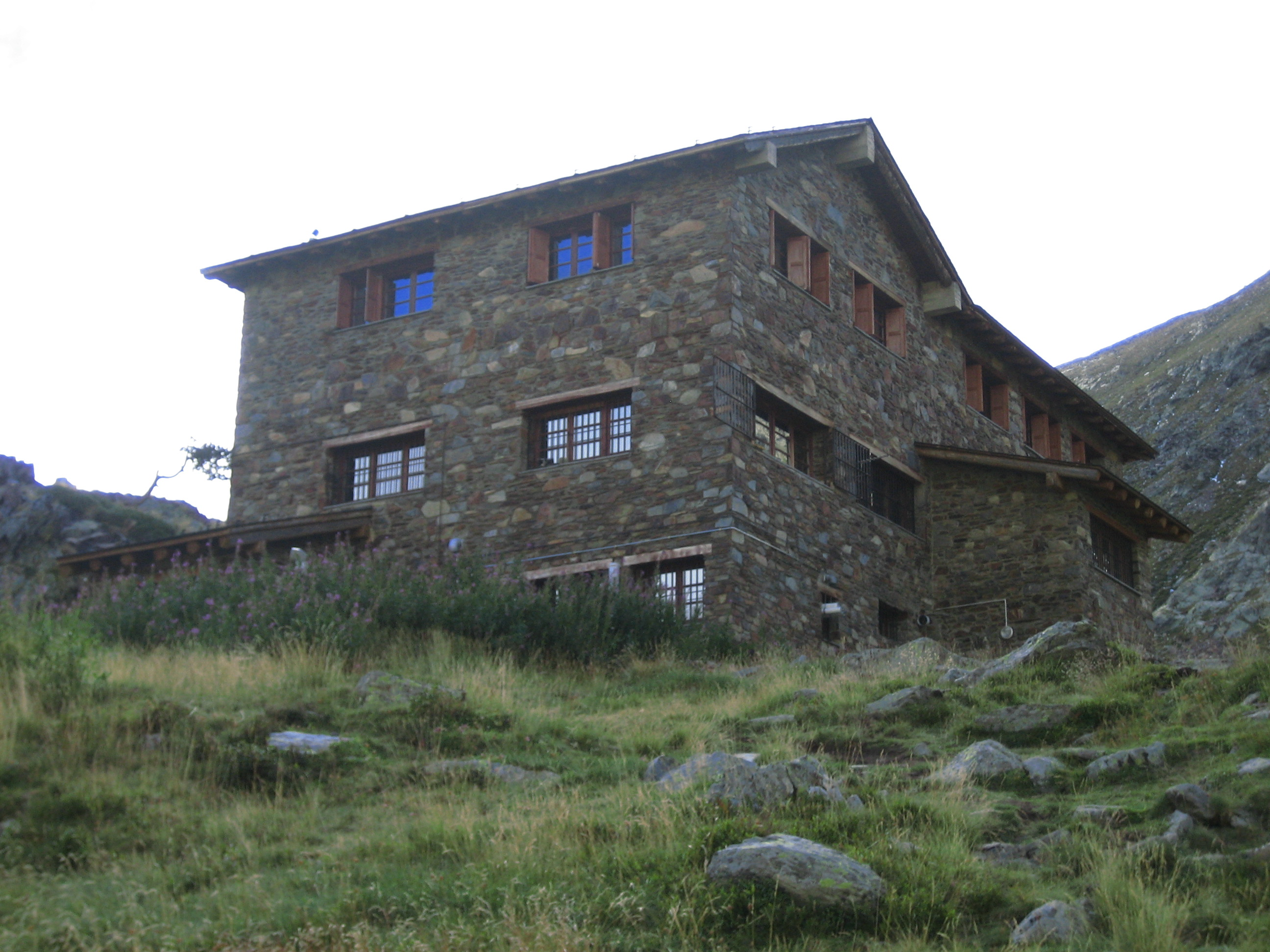
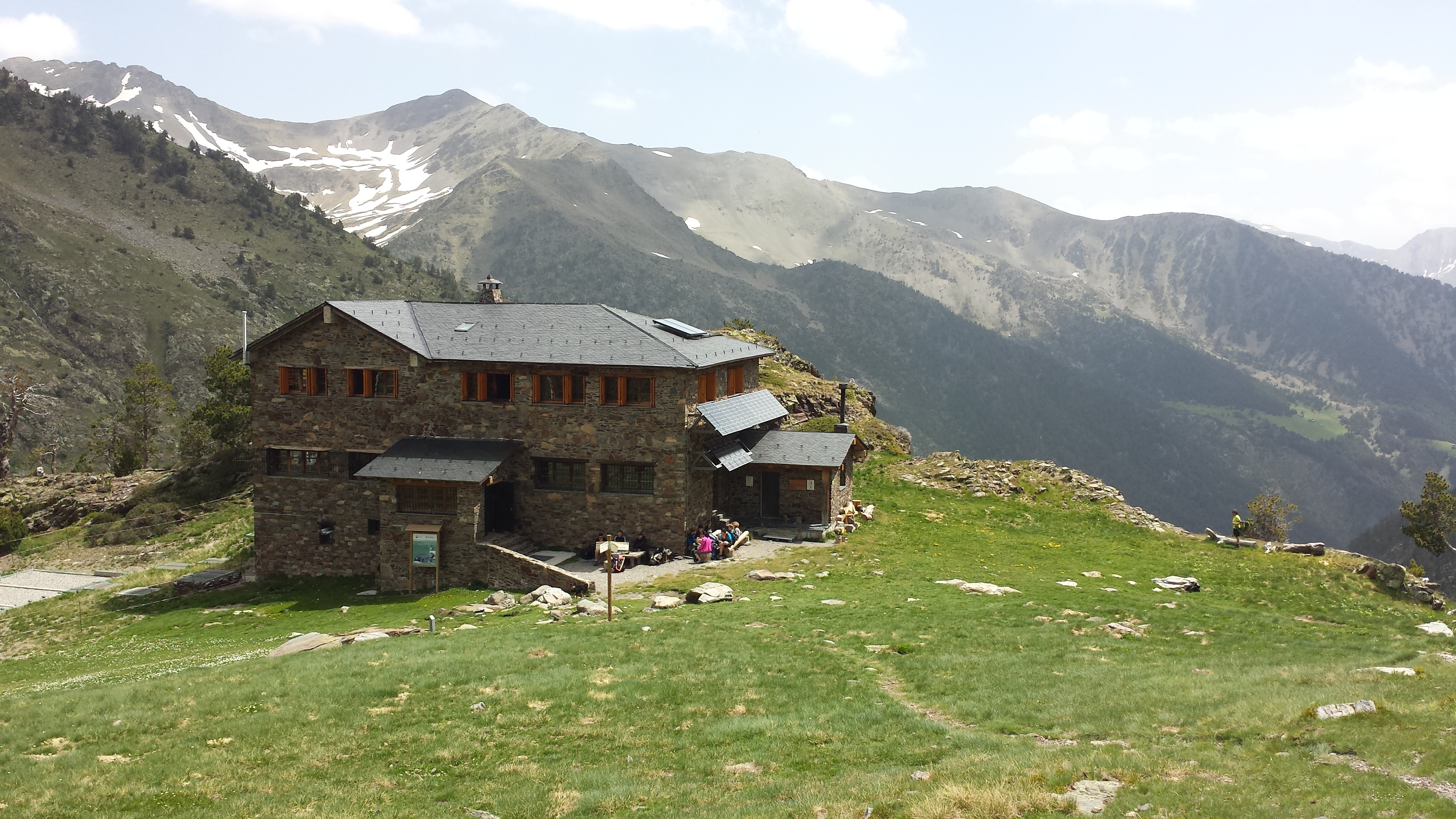
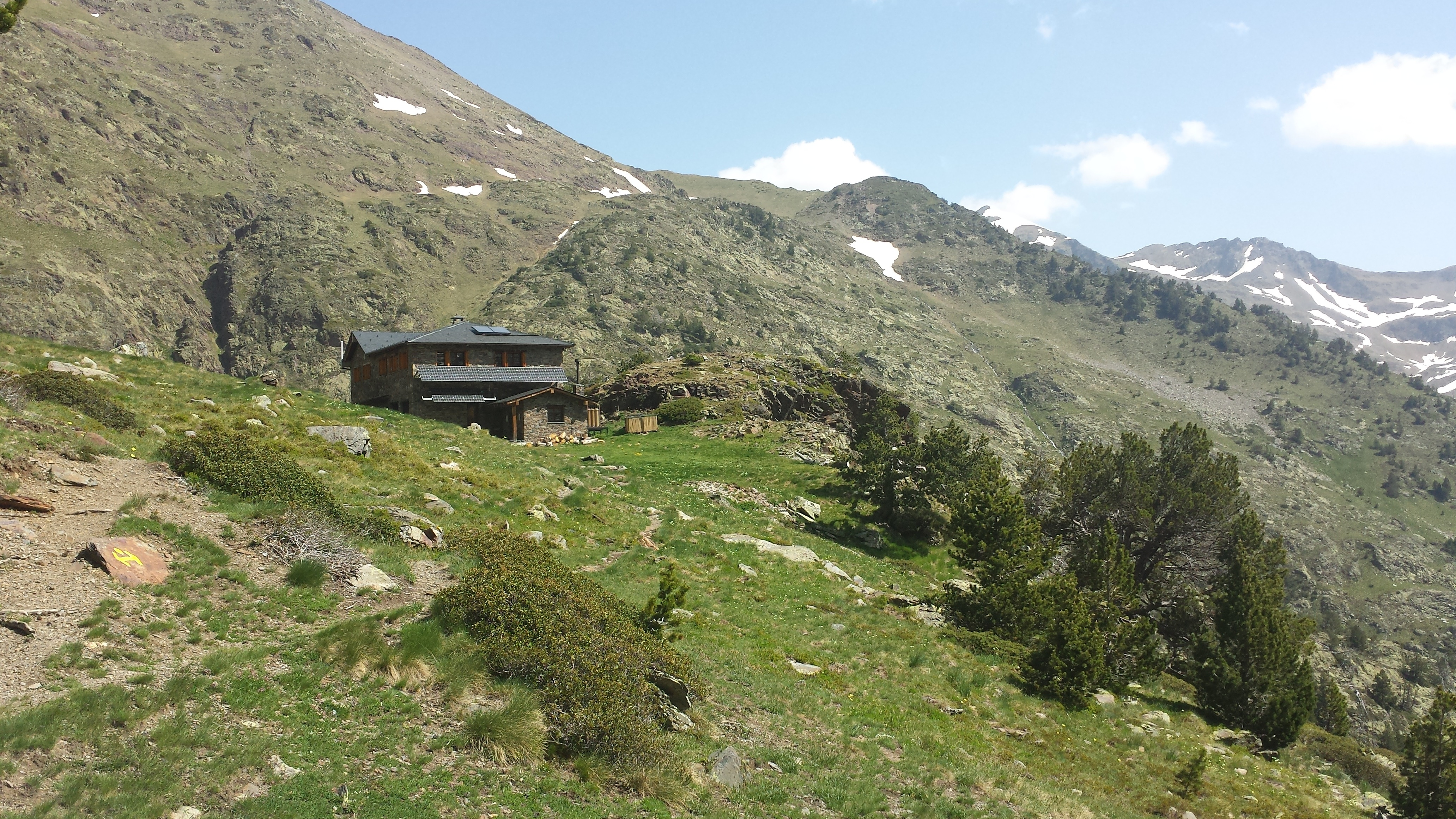

| Mois                              | jan. | fév. | mars | avril | mai   | juin  | jui. | août | sep. | oct. | nov.  | déc. | année   |
| --------------------------------- | ---- | ---- | ---- | ----- | ----- | ----- | ---- | ---- | ---- | ---- | ----- | ---- | ------- |
| Température minimale moyenne (°C) | −4,8 | −5,3 | −3,7 | −2,1  | 1,4   | 4,7   | 7,1  | 7    | 4,6  | 2,1  | −1,7  | −3,7 | 0,6     |
| Température moyenne (°C)          | −2,7 | −2   | 0    | 1,1   | 5,5   | 9,5   | 12,8 | 12,5 | 9,4  | 5,8  | 0,7   | −1,8 | 4,2     |
| Température maximale moyenne (°C) | −0,7 | 0,9  | 3,7  | 4,6   | 9,1   | 14,5  | 17,9 | 17,1 | 13,5 | 9    | 3,1   | 0,3  | 7,6     |
| Précipitations (mm)               | 78,2 | 42,3 | 56,9 | 100,1 | 122,6 | 112,1 | 86,5 | 98,7 | 99,9 | 103  | 119,5 | 93   | 1 112,8 |